# Bächle (Fribourg-en-Brisgau)

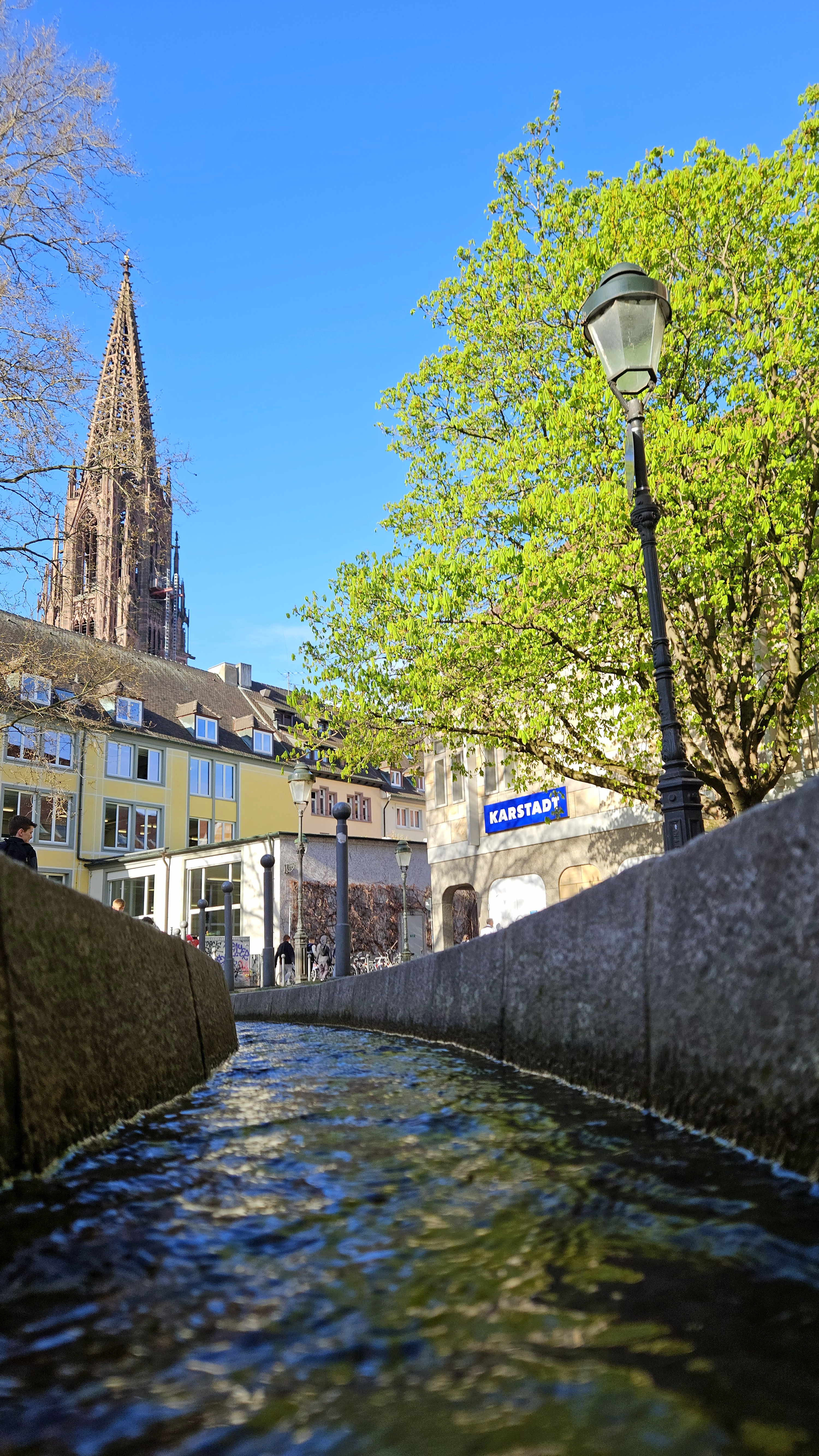
Un bächle

Les bächle de Fribourg-en-Brisgau (de l'allemand Bach, « ruisseau » , avec un suffixe alémanique -le signifiant « petit ») sont un emblème de cette ville du Bade-Wurtemberg. Depuis le Moyen Âge les bächle coulent à travers la vieille ville, alimentés par la Dreisam, et ce sur 15,5 km dont 6,4 km de manière souterraine.

## Histoire

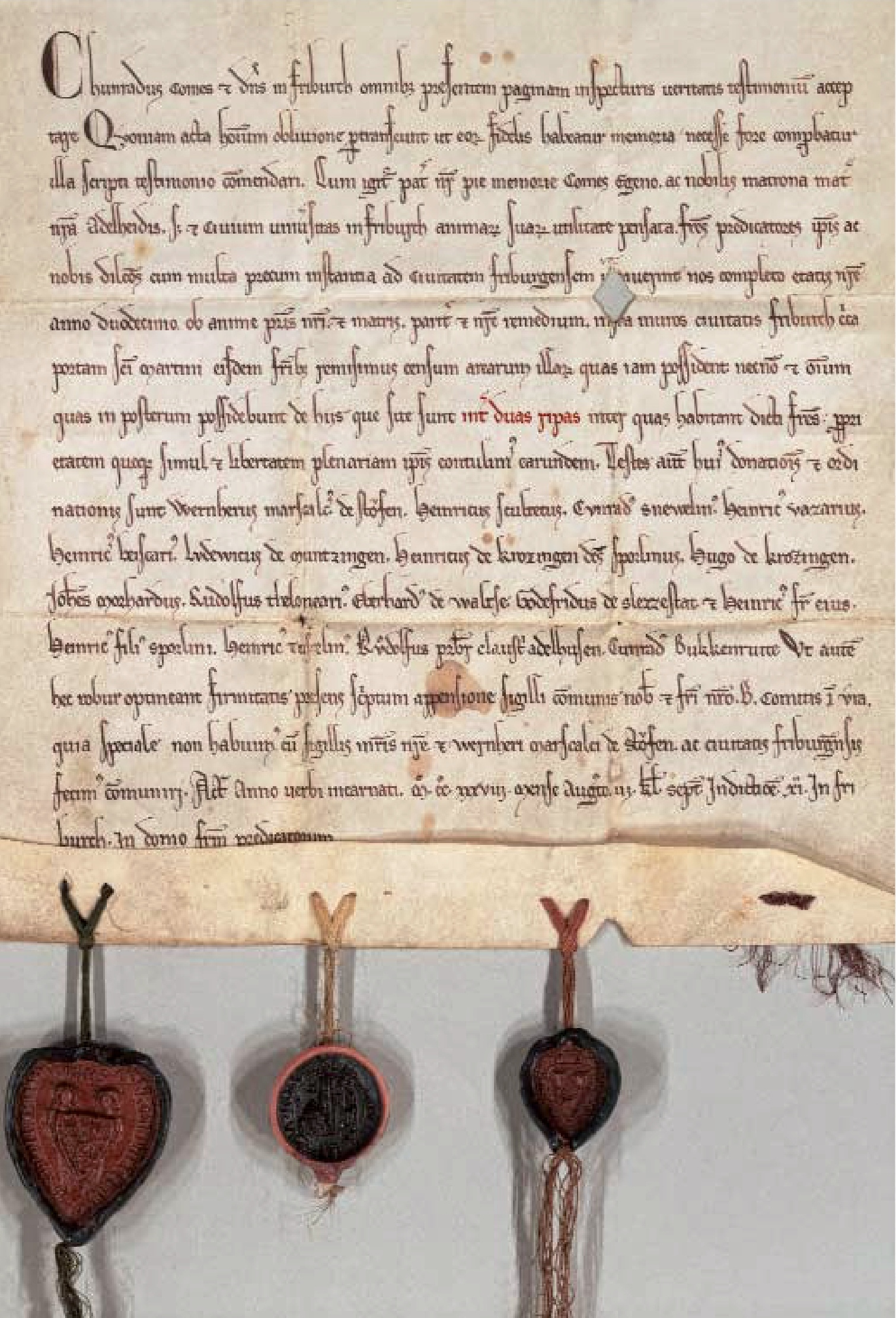
Acte officiel de Conrad Ier dans lequel il est fait mention du bächle de Fribourg.

La première mention des bächle date de 1220. À cette époque, le comte Egon Ier de Fribourg donna un terrain irrigué par un bächle en fief à l'abbaye de Tennenbach. Une autre mention d'un bächle se trouve dans un acte de 1238 par lequel Conrad Ier de Fribourg autorise des Dominicains à installer un couvent inter duas ripas (entre les deux rives en latin) au sein de la ville .
À la suite de fouilles, certains archéologues concluent que la structure du bächle remonterait à la période de fondation de la ville (1120), soit cent ans avant leur première mention officielle.

## Conception

Moyen Âge
XIXe siècle
XIXe siècle jusqu'au XXe siècle
XXe siècle et XXIe siècle

## Source
- (de) Cet article est partiellement ou en totalité issu de l’article de Wikipédia en allemand intitulé « Freiburger Bächle » (voir la liste des auteurs).